# Уолтер де Мертон
Уолтер де Мертон (англ. Walter de Merton около 1205 — 27 октября 1277) — лорд-канцлер Англии, архидиакон Бата, основатель Мертон-колледжа и епископ Рочестера. В течение первых двух лет правления Эдуарда I был номинальным регентом Англии во время пребывания короля за границей. Скончался в 1277 году, упав с лошади, и был похоронен в Рочестерском соборе.

## Биография
Уолтер родился около 1205 года в семье Уильяма де Мертона и Кристины Фитц-Оливер в Мертоне в графстве Суррей или, возможно, получил там образование. Происходил из семьи землевладельцев из Бейзингстока; более точной информации о дате или месте его рождения не сохранилось. К 1237 году оба его родителя скончались, а Уолтер занимал небольшую церковную должность.
В 1256 году представлял интересы Уолтера Киркхэмского епископа Даремского на судебном процессе. К 1258 году стал протонотарием канцелярии.
Уолтер прославился как опытный юрист и переговорщик. Когда Генрих III отправился во Францию для переговоров по Парижскому договору (с целью урегулировать территориальные споры между Англией и Францией), Уолтер остался верным слугой короля.
Уолтер был советником Генрих III в сложных финансовых делах с королем Франции Людовиком IX, во время его визита в Лондон 30 апреля. В обмен на обещание мира Генрих получил 12 500 ливров. К 1264 году эта сумма достигла 134 000 ливров субсидий от короля Франции. Уолтер сыграл важную роль в управлении финансами Генриха. К 1259 году Уолтер получил от короля должность пребендария в Соборе Святого Павла в Лондоне.
12 июля 1261 года Генрих III назначил Уолтера лорд-канцлером Англии вместо Николаса из Или. Месяцем ранее Генрих III получил от Папы Римского Александра IV буллу, освобождавшую монарха от обязательств, принятых во исполнение так называемых Оксфордских постановлений 1258 года и король смог безопасно вернуться в лондонский Тауэр.
В мае 1261 года, де Мертон помог составить Jus regalitatis, закон, запрещающий критику короля, что было нарушением Оксфордских постановлений.
Когда Симон де Монфор стал фактическим правителем Англии Уолтер оставил пост лорд-канцлера.
В 1261 году два поместья в Суррее были выделены для поддержки «ученых, проживающих в школах» монастыря Мертон; так был основан Мертон-колледж. В 1264 году Уолтер составил устав для «Дома стипендиатов Мертона» в Молдене в графстве Суррей; десять лет спустя эти ученые были переведены в Оксфорд, и там было построено постоянное здание. Мертон-колледж, основанный и обеспеченный таким образом, стал одним из первых примеров студенческой жизни в Оксфорде.
Оставив государственные дела, Уолтер снова обратил внимание на свой колледж. Устав был изменен, и ученые навсегда переехали в Оксфорд. Колледж был основан на месте приходской церкви Святого Иоанна, покровителем которой он стал в начале 1260-х годов и где скупал земельные участки с 1264 года. Пока де Мертон трудился над созданием Мертон-колледжа, бароны вышли победителями. Уолтер, будучи преданным слугой Генриха III, был снят с поста канцлера в 1263 году.
Уолтер упоминается в должности юстициария в 1271 году. Он был повторно назначен лорд-канцлером через четыре дня после смерти Генриха III 16 ноября 1272 года. В первые два года правления Эдуарда I он был практически регентом Англии во время пребывания короля за границей.
Эдуард I покинул Англию в 1268 году, чтобы принять участие в Девятом крестовом походе, и в отсутствии короля Регентом Англии был Уолтер де Мертон. Однако по возвращении Эдуарда в Англию Уолтер был лишён поста лорда-канцлера 21 сентября 1274 года в пользу Роберта Бернелла, который полностью поддерживал короля. Взамен, в июле 1274 года, Уолтер получил должность Епископа Рочестера.
Он с нетерпением ожидал назначения на должность ректора Мертон-колледжа. Последние три года жизни Уолтер делил свое время между обязанностями в Рочестере и наблюдением за своим молодым академическим домом. На обратном пути из Оксфорда в 1277 году, переходя вброд реку Медуэй, он упал с лошади и спустя два дня, 27 октября 1277 года, скончался от полученных ран. Был погребён в Рочестерском соборе, где до сих пор сохранилась его могила.